# رحمة (رواية)
رحمة هي الرواية التاسعة لتوني موريسون الحائزة على جائزة نوبل في الأدب سنة1993. نُشرت في عام 2008. تكشف رحمة ما يكمن تحت سطح العبودية في أمريكا المبكرة. 

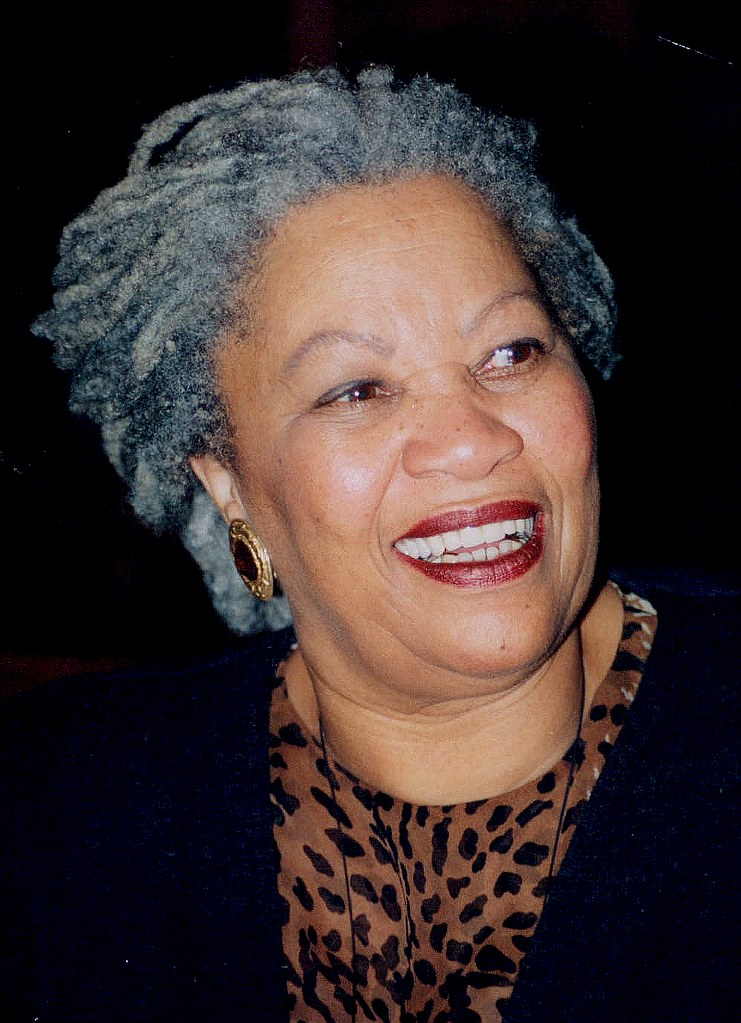
كاتبة الرواية

إنها قصة الأمهات والبنات وقصة أمريكا البدائية. كانت رحمة ضمن قائمة «أفضل 10 كتب لعام 2008» لمجلة نيويورك تايمز بوك ريفيوز حسب اختيار المحررين. في خريف عام 2010، اختيرت لبرنامج ون بوك، ون شيكاغو.

## ملخص
فلورينس أحد العبيد، يعيش ويعمل في مزرعة جاكوب فارك الريفية في نيويورك. تتحدث لينا، وهي أمريكية من السكان الأصليين وزميلة عاملة في مزرعة فارك، في رواية موازية عن كيف أصبحت واحدة من حفنة من الناجين من طاعون الجدري الذي دمر قبيلتها. تصف زوجة فارك، ريبيكا، ترك إنجلترا على متن سفينة لتصل للعالم الجديد وتتزوج من رجل لم يسبق لها أن رأته. إن وفاة أطفالهم اللاحقة مدمرة، ويقبل فارك شابة تدعى فلورنس من مدين على أمل أن تساعد هذه الإضافة الجديدة في المزرعة على التخفيف من وحدة ريبيكا. يصف فارك، وهو نفسه من الأيتام والناجين من دار فقراء، رحلاته من نيويورك إلى ماريلند وفرجينيا، معلقًا على دور الدين في ثقافة المستعمرات المختلفة، إلى جانب مواقفهم من العبودية.
كل هذه الشخصيات محرومة من جذورها، تكافح من أجل البقاء في بيئة جديدة وغريبة مليئة بالخطر والمرض. عندما يهدد الجدري حياة ريبيكا، تُبعَث فلورنس، البالغة من العمر الآن 16 عامًا، للعثور على رجل معتوق أسود لديه بعض المعرفة بالأدوية العشبية. رحلتها خطيرة، حيث يثبت في نهاية المطاف أنها نقطة التحول في حياتها.
تبحث موريسون في جذور العنصرية التي تعود إلى الأيام الأولى من العبودية، وتقدم لمحة عن مختلف الممارسات الدينية في ذلك الوقت، وتظهر العلاقة بين الرجل والمرأة في أوائل أمريكا التي انتهت في كثير من الأحيان بإيذاء الإناث. إنهم «من الرجال ومن أجلهم»، أناس «لا يشكلون العالم أبدًا، فالعالم يشكلنا». بينما تتجه النساء نحو التنوير الذاتي، كثيرًا ما تصف موريسون تقدمهن في إيقاعات إنجيلية، وبنهاية هذه الرواية، يفهم القارئ أهمية العنوان «رحمة».

## أهم شخصيات الرواية
- فلورينس (Florens): فتاة سوداء شابة، تُباع من قبل والدتها إلى جاكوب فارك. تمثل صوت الرواية الأساسي، وتخوض رحلة داخلية وخارجية لاكتشاف الذات، الحب، والحرية.
- جاكوب فارك (Jacob Vaark): تاجر بروتستانتي من أصل هولندي، يرفض تجارة العبيد لكنه يشتري فلورينس بدافع "الرحمة". يمثل التناقض الأخلاقي في المستوطن الأبيض الذي يظن نفسه خيّرًا بينما يستفيد من نظام ظالم.
- لينا (Lina): امرأة من السكان الأصليين، نجت من إبادة قبيلتها، وتعيش في مزرعة فارك. تمثل صوت الأرض والذاكرة، وتشكك في "جنة" المستوطنين.
- سورو (Sorrow) :فتاة غامضة، تعاني من اضطرابات نفسية، وتعيش في المزرعة. تمثل الهشاشة والجنون كنتاج للعنف والنبذ.
- ريبيكا (Rebekka) :زوجة جاكوب، إنجليزية الأصل، تعاني من الوحدة والفقد. تحاول أن تفرض النظام في المزرعة، لكنها تصطدم بواقع قاسٍ.
- الحدّاد (The Blacksmith) :رجل أسود حر، يقع في علاقة مع فلورينس، لكنه يرفضها لاحقًا، مما يدفعها إلى مواجهة ذاتها. يمثل الحرية الملتبسة والرجولة المستقلة.
- أم فلورينس تظهر في خلفية الرواية، لكنها تؤدي دورًا محوريًا في قرارها "الرحيم" بتسليم ابنتها، وهو قرار يطارد فلورينس طوال الرواية.[7]

## اقتباسات
- "المسيحية أو الكفر؟" هذا السؤال يُطرح على فلورينس عندما تهرب وتلجأ إلى بيت غريب. وهو اقتباس مباشر من الرواية، ويعكس التوتر بين الدين والهوية، كما أنه يحمل صدى سياسيًا معاصرًا.
- "ليس أنا، ولكن هذه" تقوله والدة فلورينس بصوت هامس عندما تُجبر على التخلي عن ابنتها. هذا الاقتباس مؤلم ويكشف عن المفارقة القاسية في فعل "الرحمة" الذي يؤدي إلى الفقد.
- "أنت لا شيء، بل وحشة، بلا ضوابط أو عقل" يقوله الحداد لفلورينس في لحظة رفض، وهو من أكثر الاقتباسات قسوة في الرواية، ويعكس صراعها الداخلي مع الحب والهوية.
- "لأنهم معًا خطّوا صداقة من داخل العزلة" عبارة تلخص العلاقة بين الشخصيات المختلفة في المزرعة، وتُبرز كيف أن الوحدة المفروضة قد تخلق روابط هشة لكنها حقيقية.

## أسلوب الرواية
- تتميز رواية توني موريسون بلغة مكثفة وشاعرية، تغلب عليها الإيحاءات وتجنّب التقريرية، مع اعتماد واضح على الجمل القصيرة ذات الدلالة الرمزية والإيقاع الداخلي. وتُعد البنية البوليفونية من أبرز سماتها، حيث تُروى الأحداث من خلال عدة شخصيات، لكل منها صوت مستقل ورؤية مغايرة، ما يمنح السرد غنىً وتنوّعًا إنسانيًا. كما تتسم الرواية ببنية زمنية متشظّية، تتنقّل بين الحاضر والماضي باستعمال الفلاش باك، بما يعكس تمزق الذاكرة وتداخل الأزمنة. تستخدم موريسون رموزًا دينية وثقافية وتاريخية كأدوات تعبيرية عن قضايا السلطة والعرق والهوية، بينما تتوزع وجهات النظر بين السارد العليم والسرد الذاتي، مما يضفي عمقًا نفسيًا على الشخصيات. وتتسم الرواية بأسلوب تأملي فلسفي، إذ تنفتح على مفاهيم الرحمة والخطيئة والانتماء، وتُصوِّر الشخصيات بوصفها كائنات مضطربة، تصارع سياقاتها ومصائرها الفردية والجماعية.